# Dave van den Bergh
Dave van den Bergh (Amsterdam, 7 maggio 1976) è un ex calciatore olandese, di ruolo centrocampista o attaccante.

## Carriera

### Club

#### Europa
Van den Bergh cresce nel vivaio dell'Ajax, passando poi alla prima squadra dove rimane dal 1995 al 1997 vincendo uno scudetto e raggiungendo le semifinali della UEFA Champions League. Nel 1997 passa al Rayo Vallecano, squadra spagnola militante in Segunda División, dove contribuisce alla promozione nella Primera División prima e alla qualificazione alla Coppa UEFA poi. Nel 2000 ritorna in Olanda all'Utrecht dove rimane fino al 2006. All'Utrecht van den Bergh segna 29 reti in Eredivisie, contribuendo a conquistare per 5 volte l'accesso alla Coppa UEFA.
Con l'Utrecht ha vinto la KNVB beker nel 2003 (4-1 contro il Feyenoord e nel 2004 (1-0 contro il Twente) segnando anche il gol decisivo nella finale del 2004. Sempre nel 2004 ha vinto la Johan Cruijff Schaal (4-2 contro l'Ajax).

#### Stati Uniti
Nel giugno 2006, van den Bergh (che è sposato con una donna americana) passa ai Kansas City Wizards, dove segna 3 gol in 13 partite. Prima della stagione 2007 della MLS viene ceduto ai New York Red Bulls. Durante la stagione 2007 van den Bergh ha ottenuto la carta verde degli Stati Uniti il che significa che subisce lo stesso trattamento dei giocatori locali. Disputa la sua prima stagione a New York giocando da ala sinistra o anche da terzino, disputando in tutto 29 partite di cui 26 da titolare con 2 gol e 8 assist. L'anno successivo sono arrivati 7 gol e 5 assist in 26 apparizioni tra cui il gol del decisivo 1-0 nella finale di Western Conference contro il Real Salt Lake.

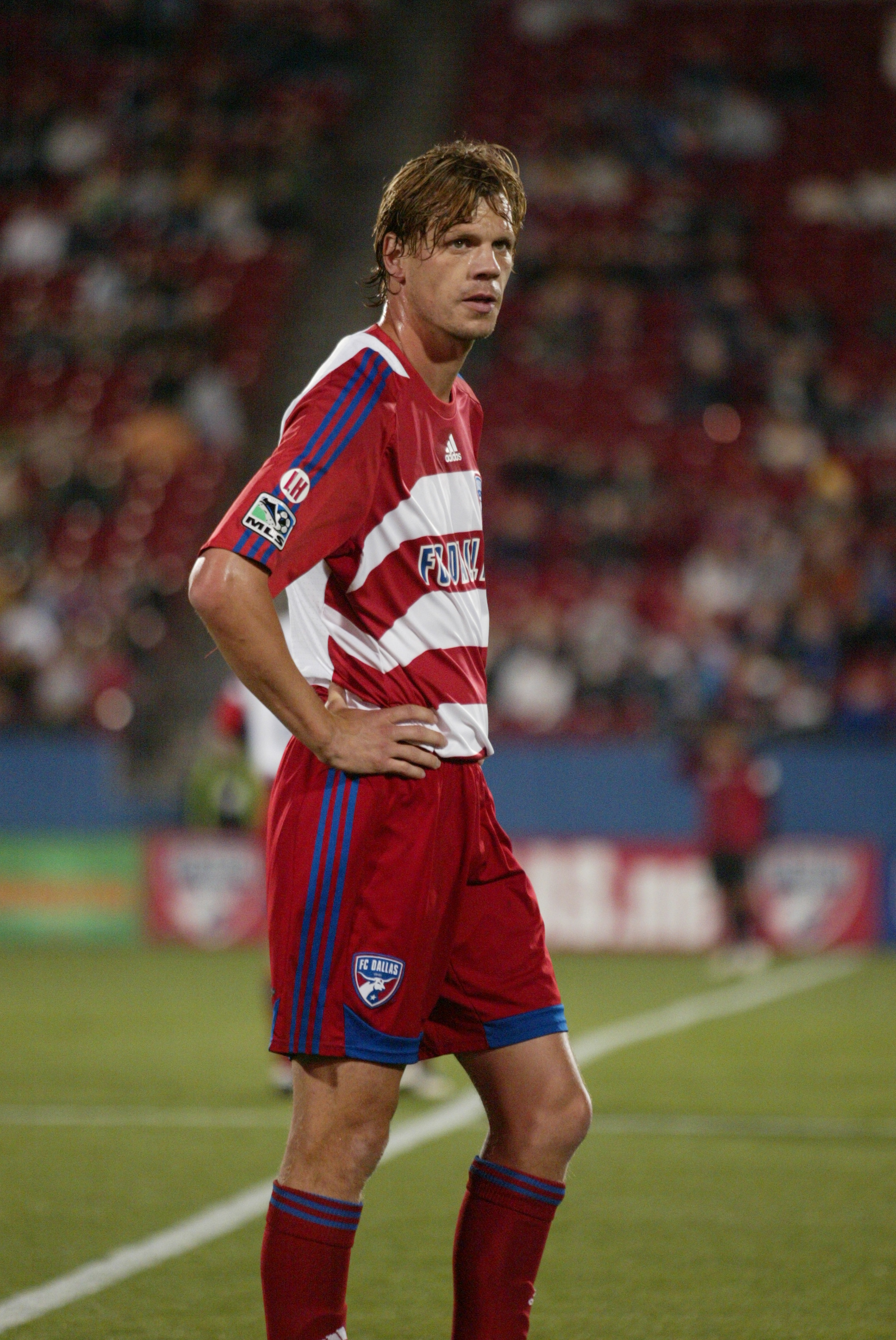
van den Bergh con il FC Dallas

Il 12 gennaio 2009 il Red Bull New York cede van den Bergh al FC Dallas in cambio di Dominic Oduro e dello slot del Dallas per il secondo turno (scelta numero 18) nel MLS SuperDraft 2009. Nell'ambito dello scambio le due squadre si scambiano anche gli slot del primo turno del MLS SuperDraft 2009: New York riceve dal FC Dallas lo slot numero 11 mentre l'FC Dallas riceve da New York lo slot numero 14. La stagione di van den Bergh è ottima: gioca tutte e 30 le partite della stagione regolare, segnando 3 gol e realizzando 11 assist.
Nella stagione 2010 van den Bergh rimane senza squadra, nonostante molti sostengano che la stagione 2009 sia stata la migliore della sua carriera, infatti il Dallas rinuncia a van den bergh prima dell'inizio della stagione continuando però a mantenere i diritti sul giocatore. A quanto pare la società rende molto difficile per van den Bergh trasferirsi in un altro team. Van den Bergh ha così commentato:"Non ho parlato con nessuno (dei Red Bulls), o una squadra di MLS. Io sono disoccupato. Sono aperto a giocare per determinate squadre, ma non per una squadra qualsiasi". In seguito decise però di lasciare il calcio.

### Nazionale
Van den Bergh ha collezionato due presenze con la nazionale olandese nel 2004 quando giocava nell'Utrecht, debuttando il 18 ottobre nel 2-2 contro la Svezia. Ha inoltre partecipato ai mondiali U-20 del 1995.

### Dopo il ritiro
Dopo essersi ritirato, van den Bergh diventò un assistente del commissario tecnico degli Stati Uniti under 20.

## Palmarès

### Club

#### Competizioni nazionali
- Campionato olandese: 1

Ajax: 1995-1996
- Supercoppa dei Paesi Bassi: 2

Ajax: 1995
Utrecht: 2004
- Coppa dei Paesi Bassi: 2

Utrecht: 2002-2003, 2003-2004

#### Competizioni internazionali
- Coppa Intercontinentale: 1

Ajax: 1995
- Supercoppa UEFA: 1

Ajax: 1995